# Миклашевський Степан Михайлович
Андрі́й Миха́йлович Миклаше́вський  (д/н — пом. бл. 1750) — український державний і військовий діяч часів Гетьманщини.

## Життєпис
Походив зі впливового шляхетсько-старшинського роду Миклашевських. Другий син Михайла Миклашевського, стародубського полковника. Стосовно прізвища матері існують дискусії. 1706 року втратив батька, що загинув під Несвіжем.
Ймовірно, 1709 року брав участь у Полтавській битві разом зі старшим братом Андрієм. На початку 1710-х років стає значним військовим товаришем. Під час Сулацького походу 1726 року був командиром над бунчуковими товаришами в Астрахані. 1727 році оженився з представницею роду Марковичів.
Саме в його будинку в Глухові 7 (18 — за новим стилем) квітня 1730 року починає діяти театральна трупа. Саме про цю дату є свідчення у «Денних записках» Якова Марковича, який у щоденникових записах за 7 квітня 1730 року писав: «У Миклашевського інспектор з дітьми виправляли комедію».
У перші роки російсько-турецької війни 1735—1739 років був наказним полковником стародубським. 1736 року стає бунчуковим товаришем (до 1748 року). У 1739 році перебував в комісії Ніжинського полку з виявленню підсусідків, які ухилялися від загальнонародних повинностей.
1743 року Степан Миклашевський перебирається до Ніжинського полку, де займається переважно накопиченням статків та земель. 
1746 рік Матеріали політичних процесів: справа про українського козачого отамана С. Миклашевського 1746 рік. (Російський державний архів стародавніх актів (РДАДА) Фонд 7 Опис *1-3 Справа *)
1748 року повертається до Стародубського полку.

## Майно
Володів будинком в Глухові (нині - пам'ятка архітектури місцевого значення (охоронний № 340-См), яка розташована в історичному середмісті цього міста на розі провулків Поштового та Спартака. Крім того, він володів заміським будинком на Севському тракті Глухова. У 1732 році в ньому квартирував генеральний суддя Богдан Пасека. Також володів с. Кочерги і Дорошівка Воронізької сотні, посполитими та підсусідками у с. Кочергах 26 хатами, у с. Зазерках 24 двори, в сл. Калашинівці 7 дворів, мав посполитих 5 дворів і 3 підсусідських у с. Некрасівці Глухівської сотні, двір приїжджий у Батурині. Написав заповіт 11 лютого 1750 року. Невдовзі після цього помер.

## Родина
Дружина — Ірина Марківна Маркович.
Діти:
- Іван (д/н—1785), колезький асесор
- Петро, бунчуковий товариш
- Михайло (1731—1776), бунчуковий товариш
- Марія, дружина: 1) Василя Гудовича, генерального підскарбія; 2) Андрія Занковського, колезького асесора
- Уляна, дружина Василя Кулябки, полкового обозного лубенського